# اسپئوسیپوس
اسپئوسیپوس (به یونانی: Σπεύσιππος؛ ۴۰۸ تا ۳۳۹/۸ پیش از میلاد) از فیلسوفان یونان باستان بود. اسپئوسیپوس خواهرزادهٔ افلاطون بود و پس از مرگ وی، ریاست آکادمی را بر عهده گرفت. او به مدت ۸ سال این سمت را حفظ کرد اما در نهایت سکته کرد و صندلی ریاست را به کسنوکراتس تحویل داد. با وجود آنکه او جانشین افلاطون در آکادمی بود، اما مکرراً از آموزه‌های افلاطون فاصله می‌گرفت. او نظریهٔ مُثُل افلاطون را رد کرد و در حالی که افلاطون خیر را اصل غایی بر می‌شمرد، اسپئوسیپوس آن را تنها اصلی ثانویه می‌دانست. همچنین او عقیده داشت که محال است بدون دانستن تمامی تفاوت‌های یک شیء با تمامی اشیاء دیگر، معلومات کافی دربارهٔ آن شیء به دست آورد.همچنین برخلاف ارسطو معتقد بود که همه لذات شر هستند
اولین دائرةالمعارف شناخته‌شده توسط اسپئوسیپوس، حدود ۳۷۰ قبل از میلاد در آتن گردآوری و تدوین شده است.